# Södermanlands runinskrifter 367
Sö 367 är en vikingatida runsten av granit i Släbro, Sankt Nicolai socken  (nu Nyköping) och Nyköpings kommun i Södermanland. Mitt på bilden finns ett mansansikte.
Stenen av grå gnejs hittades 1935. Den är 1,78 meter hög, 0,65 meter bred 0,1–0,2 meter tjock. Runhöjden är 7–15 centimeter. Ristningen vetter mot ÖSÖ. Imålad med röd färg. 
Stenen är ovanlig eftersom den förutom nedanstående text är försedd med ett ansikte av samma typ som på Sö112 och Sö 167., som möjligen föreställer asaguden Tor. Den saknar det kristna korset och anses vara en av sydöstra Södermanlands allra äldsta. 

## Inskriften
Translitterering av runraden:
hamunr : ulfʀ raisþu : stain : þinsi : efti : hrulf : faþur : sin : ayburg : at : unir sin þaiʀ otu : by : slaiþa:bru + fraystain : hrulfʀ o͡þru<toʀ> <þia>k<n>a
Normalisering till runsvenska:
Hamundr, Ulfʀ ræisþu stæin þennsi æftiʀ Hrolf, faður sinn, Øyborg at ver sinn. Þæiʀ attu by Sleðabro, Frøystæinn, Hrolfʀ, þrottaʀ þiagnaʀ.
Översättning till nusvenska:
Håmund, Ulv reste denna sten efter Rolv, sin fader, Öborg efter sin man. De ägde byn Släbro, Frösten (och) Rolv, dugande män
Frösten är sannolikt bror till Rolv, och han är troligen samma Frösten som nämns på Sö 45, fast 10 eller 20 år senare.